# Juan Miguel Navarro
Juan Manuel Navarro fou un compositor espanyol del Renaixement, nascut probablement a Sevilla.
El 1566 va concórrer a les oposicions de Salamanca, que guanyà; però fou acomiadat el 1574 i ocupà la seva plaça Rodrigo Ordoñez, el qual també renuncia de seguida. A Salamanca, Navarro va conèixer el poeta Espinel, que fa grans elogis del compositor.
Navarro publicà un llibre en foli (partició de faristol) on es conten un servei complet de Vespres (Salms, Himnes de Tempore, propis i comuns de sants; el càntic Magnificat pels vuit tons del cant pla) més l'himne de Completes i Te Deum, a veus diverses. A més va compondre Misses, Motets i molta diversitat d'obres, que tingueren gran acceptació.
Després de Cristóbal de Morales, Navarro, sense excloure Francisco Guerrero, fou el compositor que va gaudir de més èxit. Algunes de les seves obres es poden veure al diari La Lira Sacra Hispana i al Esemplare ossia Saggio Fondamentale pratico di contrappunto sul canto fermo, del pare Giovanni Battista Martini.